# Ricotta

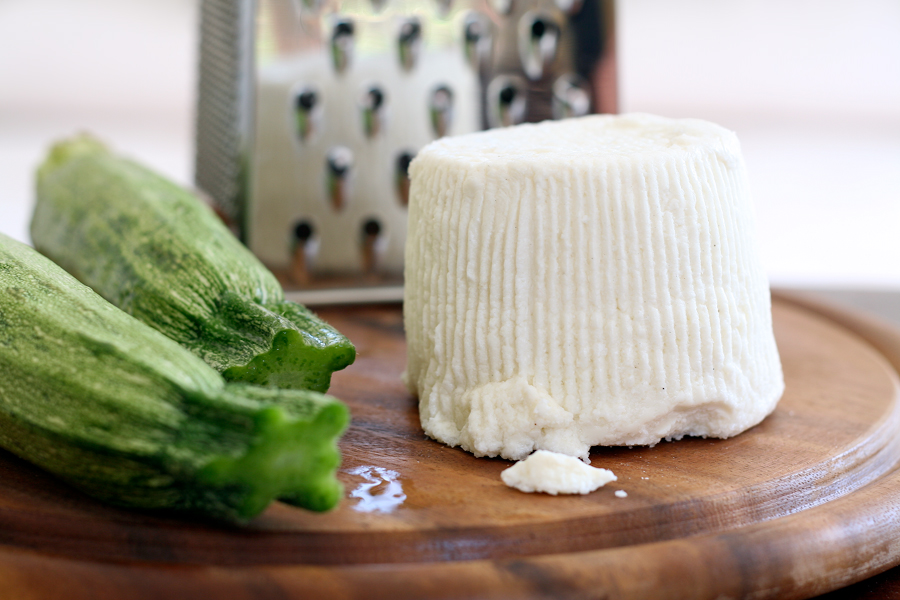
Ricotta

Ricotta – miękki, niedojrzewający ser zwarowy, pierwotnie produkowany we Włoszech z serwatki pozostającej po serach podpuszczkowych (z mleka koziego, krowiego lub owczego) poprzez drugie gotowanie (wł. ricotta), przypominający twaróg, niesolony. Zawiera 20–30% tłuszczu. Spożywany jest na świeżo lub jako składnik potraw: ciast i innych słodyczy, farszów, klusek itp. Oryginalna włoska ricotta produkowana jest z wcześniej wspomnianej serwatki, jednak na rynku można znaleźć ricottę wytwarzaną z serwatki z dodatkiem mleka, a także ricottę z pełnego mleka. Ta ostatnia jest popularna w Stanach Zjednoczonych. Ricotta jest jednym z najmniej kalorycznych serów.